# Квятковский, Михаил Фомич
Михаил Фомич Квятко́вский (1860-е — после 1919) — самарский архитектор, техник-строитель.
Работал в направлении модерна. Его здания отличаются оригинальностью лепного цветочного декора и лаконичностью.
Также как особенность его авторского стиля отмечают эркеры и башенки.

## Биография
В 1919 году был арестован и сидел в самарской тюрьме. Дальнейшая судьба его неизвестна.
Архитектор и историк архитектуры Ваган Гайкович Каркарьян считал, что не сохранилось портрета Квятковского. Самарский историк Глеб Алексушин считает, что именно Квятковский является четвёртым человеком на групповой фотографии вместе с семьёй Щербачёвых.

## Список известных работ в Самаре
Адреса даны на настоящее время (XXI век), ранее названия улиц и нумерация были иными.
- здание ресторана и концертного зала «Аквариум» (1906 год, ул. Самарская, 95)[3][4]
- реконструкция гостиницы «Гранд-Отель» (1908, ул. Куйбышева, 111)[5]
- особняк Е. Ф. Новокрещеновой (1909, ул. Фрунзе, 144)
- доходный дом Нуйчева (1911—1913, угол Рабочей и Самарской улиц).
- проект реконструкции доходного дома Субботиной-Мартинсон (1914—1916, ул. А. Толстого, 30)

В. Г. Каркарьян считал, что Квятковский один из первых в самарской архитектуре начал использовать майолику, реконструируя дом Субботиной-Мартинсон: «Фасад дома Субботиной-Маркисон оживлён майоликовыми болотных цветов вставками под окнами и на эркере.» Наталья Басс находит в реконструкции дома Субботиной-Мартинсон «попытку создания романтического образа готического замка»:

С одной стороны готические башенки-фиалы, стрельчатые завершения окон, с другой — типичные для модерна орнаментальные вкрапления и лепные барельефы.— Наталья Басс

Удачей проекта ресторана «Аквариум» считают «компоновку строгих и лаконичных разноэтажных объёмов». Имитирующая купол металлическая конструкция над центральным эркером не сохранилась. 
В этом геометрически строгом 1-3-этажном здании видны признаки рационалистической ветви модерна.
В Симбирске в 1903—1905 гг. Михаил Фомич активно участвовал в завершающей отделке здания Дома Симбирской губернской земской управы. По его эскизам сделали барельефы на фасадах в виде львиных масок, фонарные кронштейны в виде лебедей у главного входа, лепнину в помещениях: поясные фигуры атлантов в вестибюле и на парадной лестнице, розетки над люстрами, декор колонн и вентиляционные решётки, украшенные растительным орнаментом.

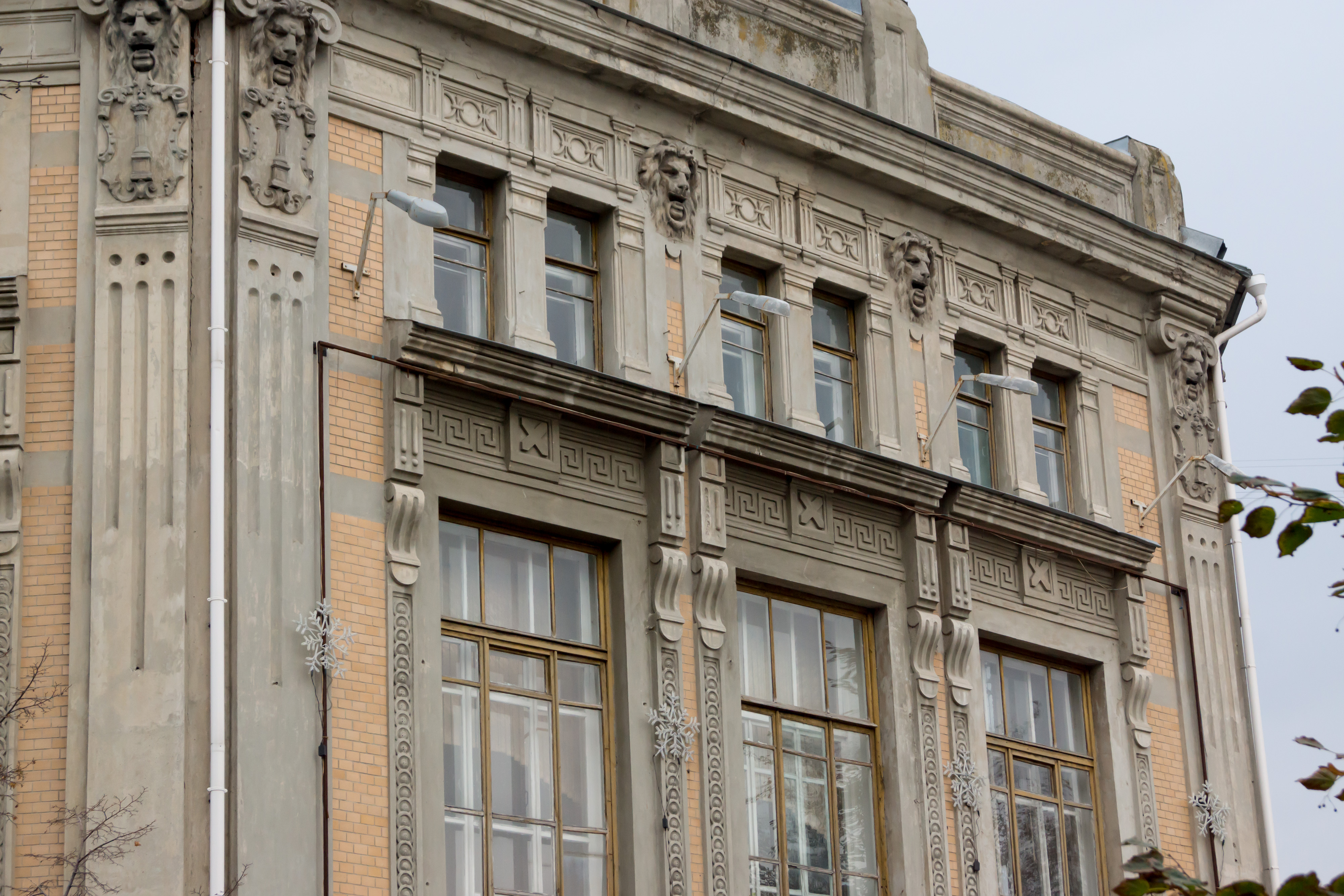
Здание Симбирской Уездной Земской Управы.
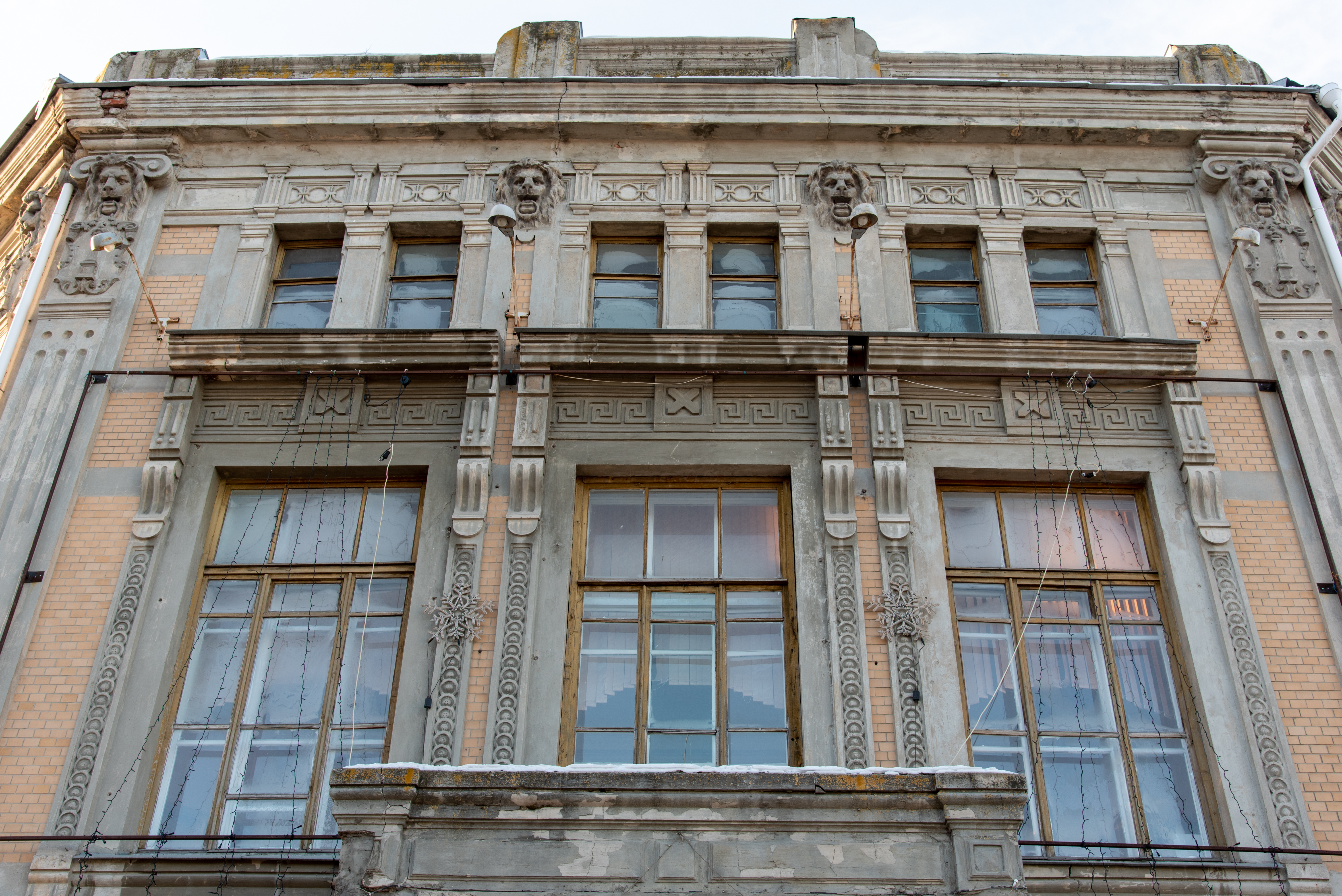
Фасад.
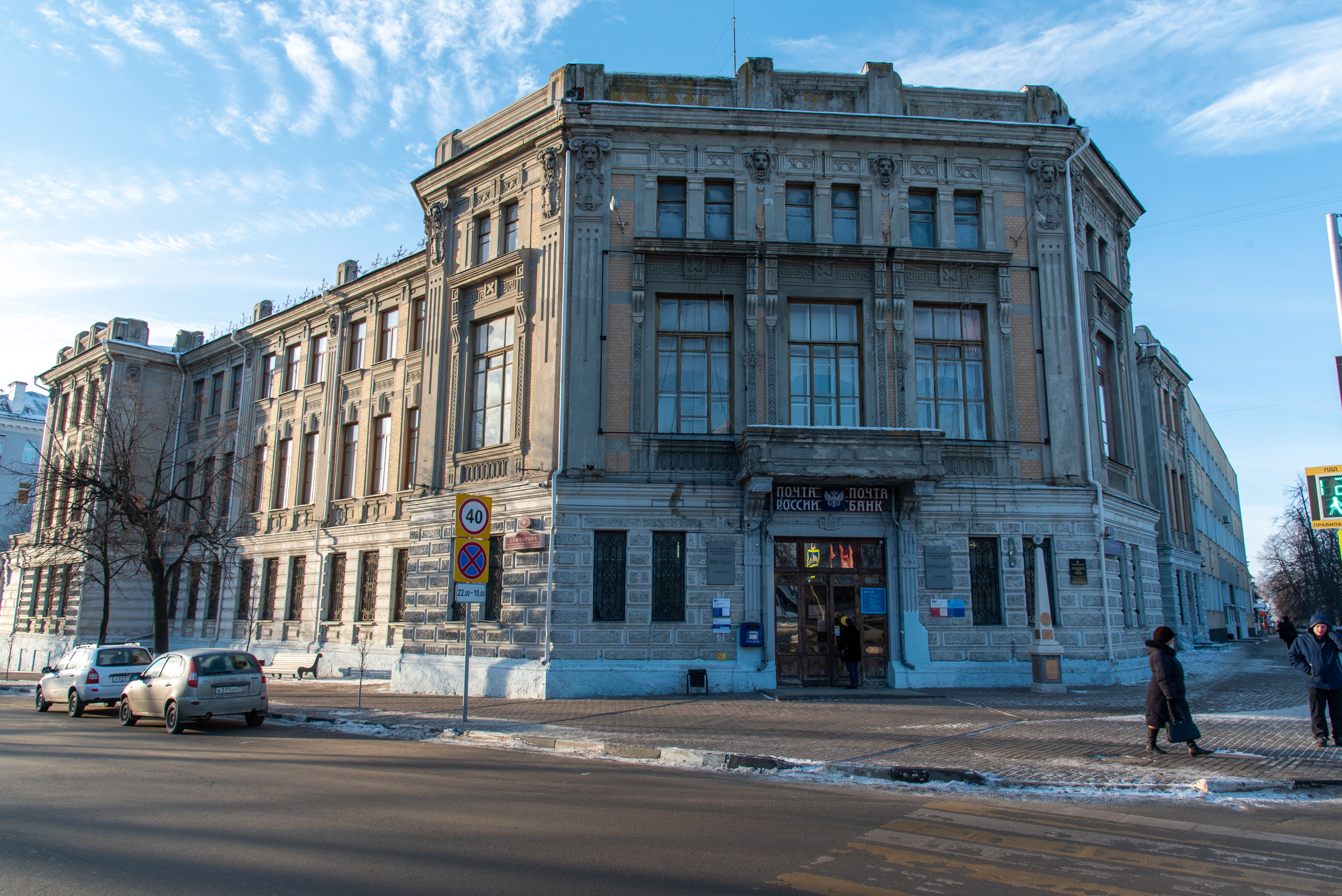
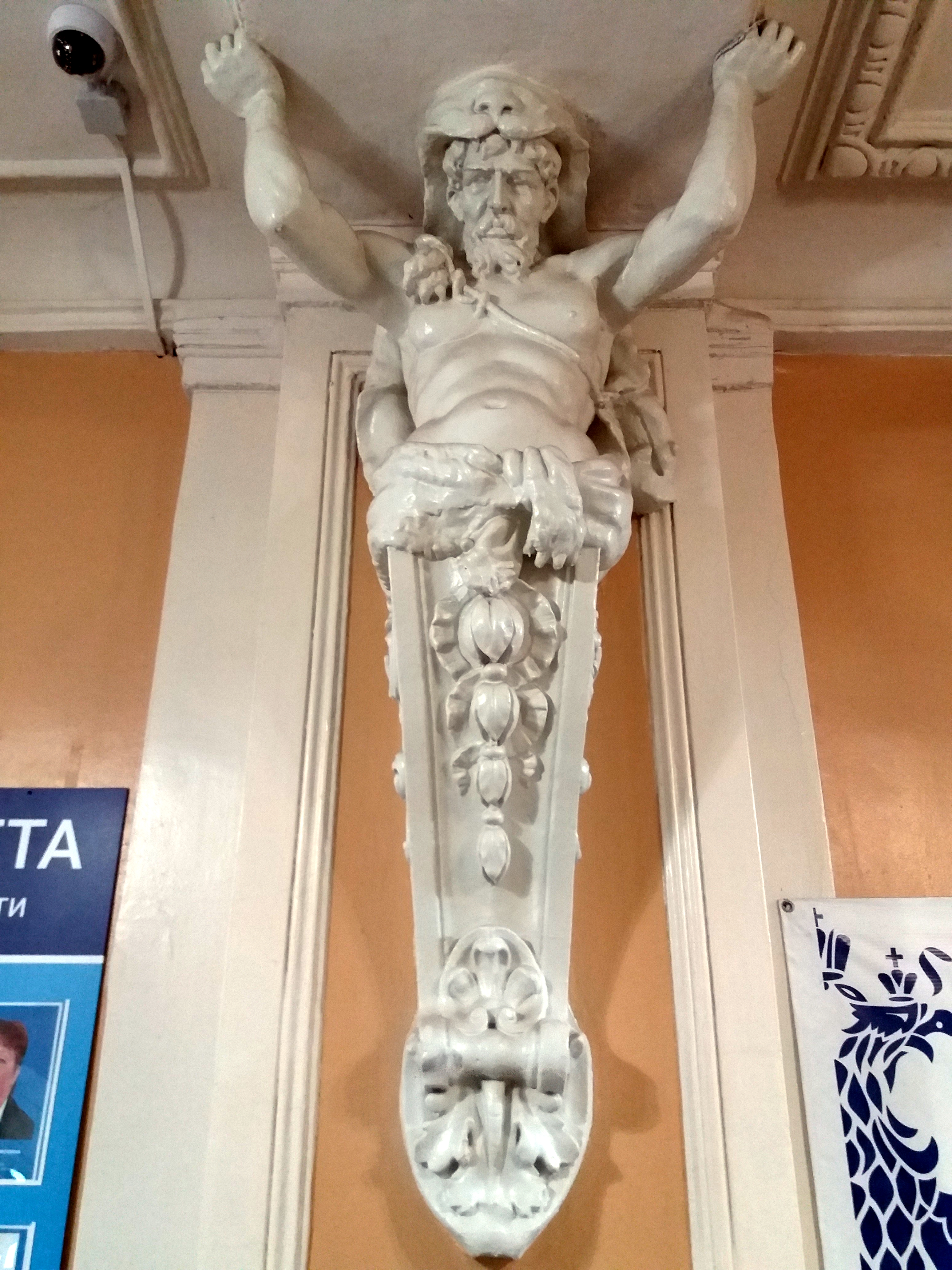
Фигура атланта.
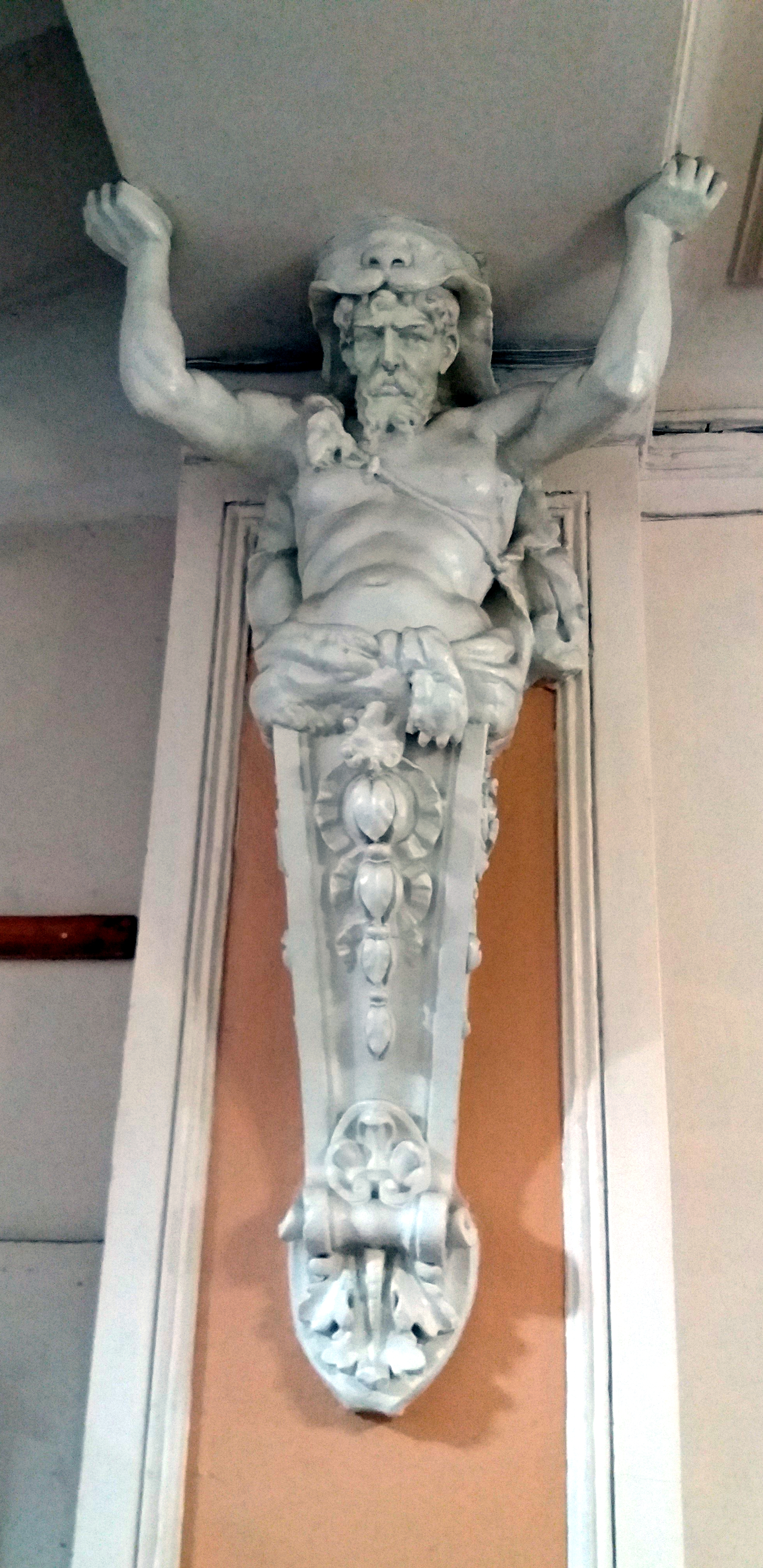
Фигура атланта.
Вестибюль. Ульяновский Главпочтамт.